# Mimon bennettii
Mimon bennettii é uma espécie de morcego da família Phyllostomidae. Pode ser encontrada na Colômbia, Venezuela, Guiana, Suriname, Guiana Francesa e Brasil. Sua dieta é composta basicamente por frutas e insetos. Costumam viver em grupos de 2 a 4 indivíduos e se abrigam em cavidades rochosas. A gestação de fêmeas tem sido observada, até o momento, apenas na estação chuvosa.

## Características
São morcegos de médio porte e apresentam orelhas grandes, pontudas e separadas, com uma folha nasal muito comprida e foliforme. Sua cauda é curta e está inteiramente contida na membrana interfemoral, a qual é bastante desenvolvida. 

Apresenta envergadura média de 37 cm, com comprimento do antebraço de 5,3 cm e massa corporal média de 18 g. Os pelos têm coloração uniforme do castanho claro ao castanho escuro, com exceção de manchas brancas atrás das orelhas. Espécimes de T. bidens têm 30 dentes, sendo 2 pares de incisivos superiores, 1 par de incisivos inferiores, 1 par de caninos superiores, 1 par de caninos inferiores, 2 pares de pré-molares superiores, 2 pares de pré-molares inferiores, 3 pares de molares superiores e 3 pares de molares inferiores.